# Куркань (Констанца)
Куркань, Куркані (рум. Curcani) — село у повіті Констанца в Румунії. Входить до складу комуни Кобадін.
Село розташоване на відстані 166 км на схід від Бухареста, 47 км на південний захід від Констанци.

## Населення
За даними перепису населення 2002 року у селі проживали 19 осіб, з них 15 осіб (78,9%) татар. Рідною мовою 15 осіб (78,9%) назвали татарську.